# Arda Kardeşler
Arda Kardeşler (Bursa, 3 gennaio 1988) è un arbitro di calcio turco.

## Biografia
È figlio dell'allenatore Eser Kardeşler e fratello del portiere Erce Kardeşler..
Si è laureato presso l'Università Bursa Uludağ in Ingegneria Industriale.

## Carriera
Esordisce nella massima serie turca, Süper Lig, il 23 aprile 2016 dirigendo Ankaraspor-Antalyaspor (3-0).
Promosso internazionale nel 2020 fa il suo esordio come arbitro UEFA dirigendo l'incontro valido per le Qualificazioni al Campionato europeo di calcio Under-21 2021 Russia-Belgaria.
Il 21 settembre 2023 esordisce nella fase a gironi di una competizione UEFA dirigendo l'incontro di Conference League Slovan Bratislava-Olimpia Lubiana (1-2).

## Vita privata
È sposato dal 2016 con Zuhal Varol.